# Tomáš Prnka
P. Tomáš Prnka (14. února 1926 Uhřice – 29. března 2013 Brno) byl římskokatolický kněz, v letech 1973 až 2008 duchovní správce moravského poutního místa Křtiny.

## Život

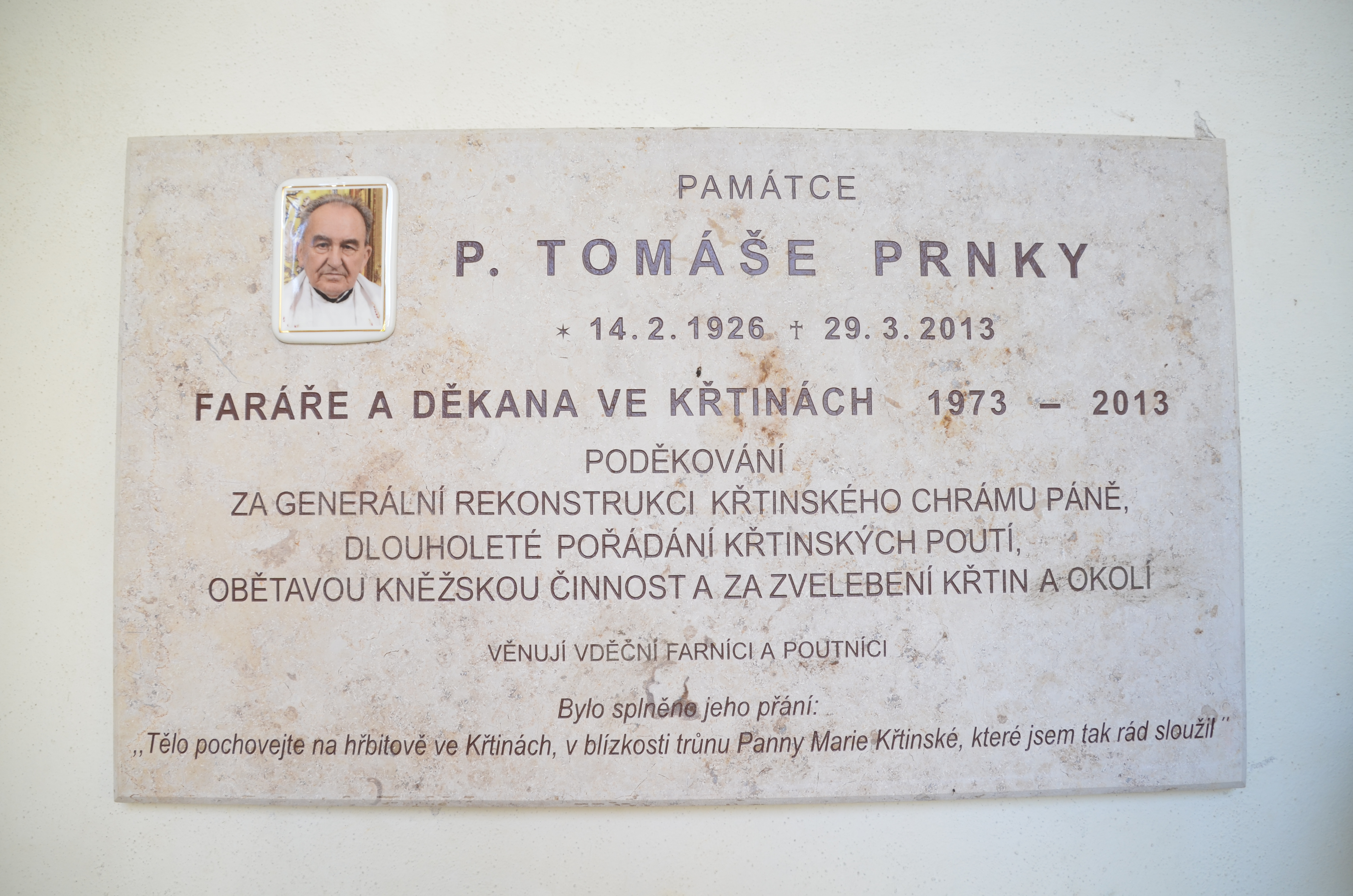
Pamětní deska Tomáše Prnky v kapli svaté Anny křtinského kostela Jména Panny Marie

Narodil se v Uhřicích na Hodonínsku. Kněžské svěcení mu (bez účasti veřejnosti) udělil brněnský biskup Karel Skoupý 16. dubna 1950.  Od září 1950 do konce roku 1953 sloužil u útvaru PTP. Po návratu z vojenské služby působil jako kněz postupně mj. v Ivančicích, Oslavanech, Zbýšově, Znojmě a Adamově.
V prosinci 1973 byl jmenován administrátorem ve Křtinách. Od října 1978 do listopadu 1999 byl děkanem blanenského děkanátu. Farářem ve Křtinách byl až do svých 82 let, poté byl jmenován farním vikářem nového faráře.
Podle jeho nástupce ve funkci křtinského faráře Jana Peňáze výborně rozuměl lidem a měl velkou zásluhu na opravě křtinského poutního chrámu Jména Panny Marie. Podílel se mj. na pořízení unikátní křtinské zvonohry s 33 zvony.